# Esmon Saimon
Esmon Saimon (ur. 28 października 1955 na Malekuli) – vanuacki polityk, od 11 lutego 2016 przewodniczący parlamentu, w 2017 tymczasowy prezydent Vanuatu.

## Życiorys
Urodził się w 28 października 1955 na wyspie Malekula.
Swoją karierę polityczną związał z Melanezyjską Partią Postępu. Od 11 lutego 2016 pełnił funkcję przewodniczącego parlamentu. 17 czerwca 2017, po nagłej śmierci Baldwina Lonsdale’a, tymczasowo objął urząd prezydenta Vanuatu. Obowiązki sprawował niespełna trzy tygodnie – do 6 lipca kiedy urząd objął Tallis Obed Moses.